# Bahnhof Piikkiö
Der Bahnhof Piikkiö ist der Bahnhof des finnischen Ortes Piikkiö (schwedisch Pikis).

## Geschichte
Der Bahnhof wurde mit der Eröffnung der VR-Bahnstrecke von Turku nach Helsinki 1899 in Betrieb genommen.
Das Bahnhofsgebäude wurde von dem finnischen Architekten Bruno Granholm entworfen, 1888 erbaut und 1922 erweitert. Es ist denkmalgeschützt und nach einer Versteigerung seit 2017 in Privatbesitz.
Am 25. Mai 1979 hielt der letzte Reisezug. Für den Güterverkehr wurde der Bahnhof etwa weitere zehn Jahre verwendet.
1992 wurde die Station vorübergehend in eine zuschaltbare Block- und Ausweichstelle umgewandelt, die seit dem 28. Mai 1995 nach Installation der Fernsteuerung unbesetzt ist. Das Bahnhofsgebäude war seitdem ungenutzt. Nach zwischenzeitlicher Nutzung als Wohngebäude sowie zeitweise als Kindergarten und als Zeitschriftenladen wurde 2012 der Strom abgeschaltet und die Fenster mit Blechen vernagelt.

## Bahnhofspark
Bahnhofsvorsteher Robert Kokkola gründete 1909 den Bahnhofspark Piikkiö. Er wurde im englischen Stil angelegt und enthielt neue Pflanzen- und Straucharten. Der Bahnhofspark ist in seiner ursprünglichen Form vorhanden, verschiedene Arten von Holz und Ziersträuchern aus der frühesten Zeit des Parks sind noch erhalten. Nach den Pflanzplänen, die 1959 von der VR ausgearbeitet wurden, wurden neun verschiedene Baumarten gepflanzt. Der Bahnhofspark wurde später verkleinert und endet nun am östlichen Ende des Bahnhofsgebäudes. Aufgrund der Verringerung des Bahnbetriebs wurde die Pflege der Bahnhofsparks reduziert. In den 1970er Jahren wurde die Behandlung und das Schneiden von Hecken und Zierhaien eingestellt.